# 淡腹鬚光魚
淡腹鬚光魚，為管肩魚科的其中一種，為深海魚類，分布於東大西洋比斯開灣向南至安哥拉；西太平洋南中國海；東太平洋加利福尼亞灣與智利海域，深度0-4500公尺，體長可達13.1公分，棲息在中層水域，生活習性不明。